# Llocnou de Sant Jeroni
Llocnou de Sant Jeroni és un municipi del País Valencià a la comarca de la Safor.

## Història

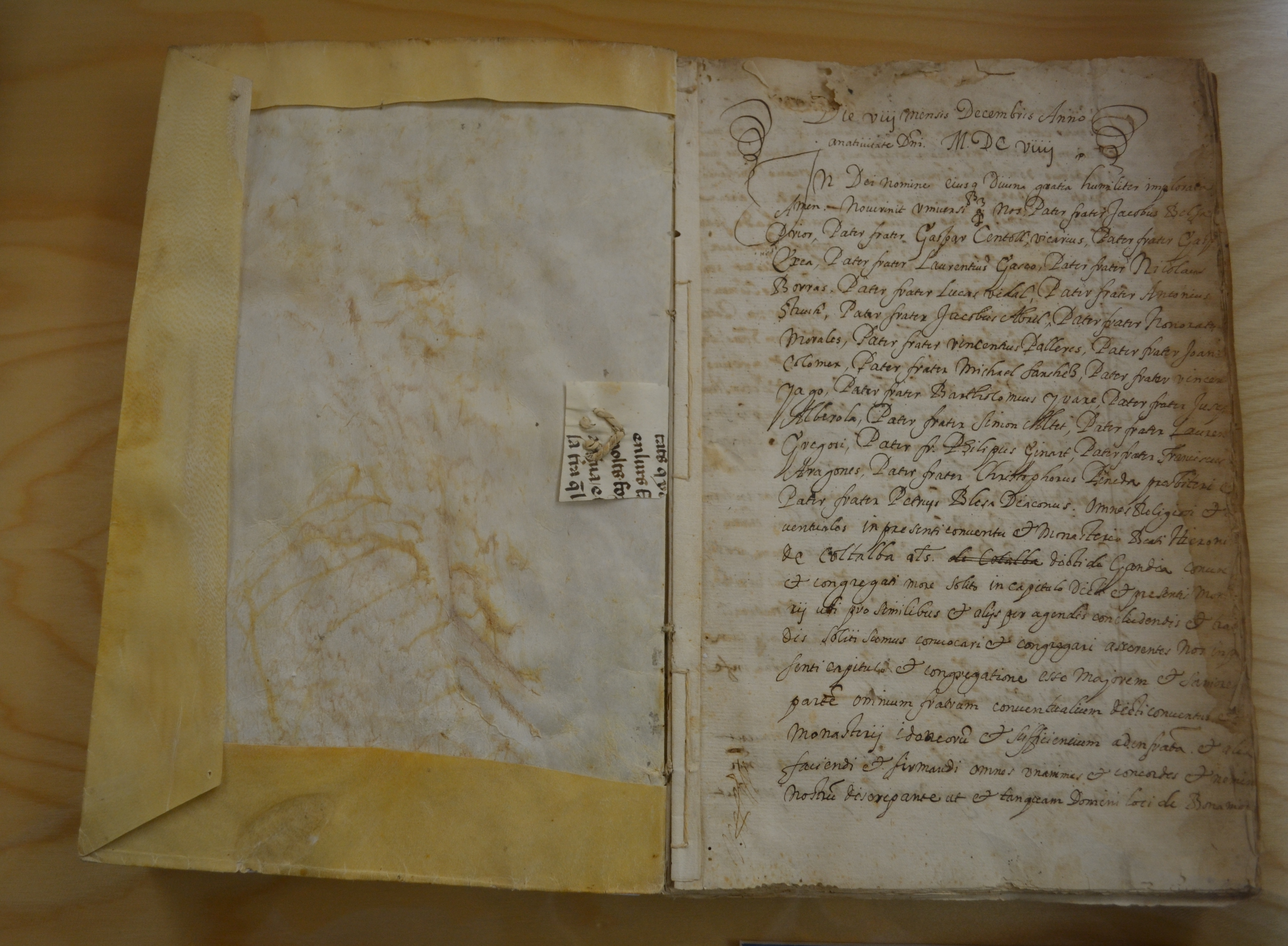
Carta pobla de Llocnou de Sant Jeroni (1609).

Excavacions fetes al jaciment conegut com a la Vinya de la Guapa, datat en els anys 40-80, han tret a la llum restes romanes. També és romana la vil·la de la Sort, a on s'han fet importants troballes ceràmiques. En tot cas, el poble té l'origen en una alqueria àrab anomenada el Ràfol o Rafalet de Bonamira, al voltant de la qual es poden trobar senyals d'ibers i romans. L'any 1361, la vila pertanyia a Ximén Pérez d'Arenós, qui la va vendre a Arnau Sarina; posteriorment passà als ducs de Gandia, que la donaren, en 1424, al monestir de Sant Jeroni de Cotalba.
En 1505 els moriscs abandonaren el Rafalet. En 1609, després del definitiu despoblament de l'antic emplaçament, els monjos donen carta pobla a tretze famílies d'Alfauir i dues de Castellonet per a repoblar en la part de baix del terme, la qual cosa dona perfecta explicació al topònim del poble.
A les primeries del segle xx els Pobils, que posseïen l'almàssera, i els Tonets, comerciants de vi, eren les famílies més poderoses del poble. Fins a 1953 no va assolir la independència eclesiàstica de la parròquia d'Almiserà, de la qual era annex.

## Economia i demografia
El gentilici dels seus 601 habitants (padró de 2025) és llocnouins. L'economia local es basa en l'agricultura dels cítrics i també, per la situació geogràfica del poble hi ha molts llocnouins dedicats al transport.

## Geografia
En els seus 6,5 km² de terme, situat en els contraforts de la serra d'Ador i regat pel Vernissa, trobem les partides de la Cuta i l'Ombria on s'ha constituït la tradicional reserva natural de bosc i de terrenys de conreu guanyats a la muntanya i també hi ha moltes fonts.

## Edificis d'interès
Del seu patrimoni tan sols destacar:
- La Granja. Antic lloc d'esbarjo i administració dels monjos, que es troba al Rafalet.
- El temple parroquial de Llocnou de Sant Jeroni és una construcció del segle xx, una obra planificada en l'any 1951 per l'arquitecte Pablo Soler Lluch d'acord amb uns paràmetres purament classicistes, inspirats en l'academicisme divuitesc. El criteri inspirador del projecte era d'allò més simple: fer una església nova segons el model més corrent de les esglésies valencianes, o de les esglésies de la contornada, un llenguatge que fora fàcilment assimilable per la massa dels fidels. Diguem-ho en altres paraules: es va tractar de fer una església "tradicional" a fi que la fe pogués perviure d'acord amb les formes tradicionals del món rural. També podria dir-se que es tracta d'un projecte típic d'un temps també molt especial: l'època del general Franco.

El resultat del projecte, dut a execució entre els anys 1951 i següents, va ser un edifici molt peculiar que tenia poc a veure en realitat amb els criteris estilístics que originàriament l'inspiraven. Una anècdota que dona fe del resultat conta que el prestigiós crític d'art Alfons Roig, quan a finals dels anys seixanta se li va preguntar quina era la millor solució per al teginat de l'església, va afirmar que la millor solució era "deixar que es veren les estreles". Probablement Don Alfons, que era contrari a l'arquitectura de segell franquista, va voler dir que l'obra era tan desgraciada que no tenia cap solució. D'acord amb eixa visió, el projecte ha sigut, d'acord amb els seus paràmetres intencionals, un fracàs rotund. Ara bé no necessàriament s'havia de compartir aquella opinió tan radical de D. Alfons Roig -típica també de les idees estètiques d'aquell temps postconciliar-, la qual ha tingut el seu pes específic i ha estat causa principal d'un sentiment bastant generalitzat de decepció i desamor entre la població cap a un edifici que, no cap dubte, és la joia arquitectònica més preada que ha produït Llocnou en el segle xx. És evident que els llocnouins han estat molt resignats a la decepció.
En la darrera dècada del segle XX, per iniciativa popular, es va plantejar la rehabilitació del sostre interior. Això va desencadenar un replantejament integral del temple que es va materialitzar en la rehabilitació/construcció del campanar, a partir del criteri d'allunyar-se del neobarroc o el neoacademicisme. Eixe llenguatge va quedar reduït exclusivament als elements mobles, i es conservaren en ús especialment, les imatges devocionals. En l'interior, se li va traure partit decoratiu als elements estructurals: l'armadura de ferro va quedar a la vista i, en l'exterior, els elements de nova construcció (com ara el cos de campanes i el remat del campanar) es va replantejar tractant de trobar l'equilibri entre ruptura i integració en els elements construïts en els anys cinquanta.

## Festes Patronals
Celebra les seues festes patronales del 12 al 16 d'agost en honor de Sant Jeroni, la Mare de Déu del Carmen, la Mare de Déu d'Agost i Sant Roc.

## Política i Govern

### Corporació municipal
El Ple de l'Ajuntament està format per 7 regidors. En les eleccions municipals de 26 de maig de 2019 foren elegits 4 regidors del Partit Socialista del País Valencià (PSPV-PSOE) i 3 de Compromís per Llocnou de Sant Jeroni (Compromís).
| Eleccions municipals de 26 de maig de 2019 - Llocnou de Sant Jeroni                                                           |                                          |                                     |                                     |      |          |          |
| Candidatura | Candidatura                              | Candidatura                         | Cap de llista                       | Vots | Vots     | Regidors |
| | Partit Socialista del País Valencià-PSOE |                                     | Ricard Igualde García               | 198  | 53,23%   | 4 (-1)   |
| | Compromís per Llocnou de Sant Jeroni     |                                     | Miquel Camarena Artés               | 142  | 38,17%   | 3 (+2)   |
| | Altres candidatures                      |                                     |                                     | 30   | 8,06%    | 0 ( -1)  |
| | Vots en blanc                            |                                     |                                     | 2    | 0,54%    |          |
| Total vots vàlids i regidors                                                                                                  | Total vots vàlids i regidors             | Total vots vàlids i regidors        | Total vots vàlids i regidors        | 372  | 100 %    | 7        |
| | Vots nuls                                | Vots nuls                           | Vots nuls                           | 4    | 1,06%    |          |
| Participació (vots vàlids més nuls)                                                                                           | Participació (vots vàlids més nuls)      | Participació (vots vàlids més nuls) | Participació (vots vàlids més nuls) | 376  | 86,44%** |          |
| Abstenció | Abstenció                                | Abstenció                           | Abstenció                           | 59*  | 13,56%** |          |
| Total cens electoral | Total cens electoral                     | Total cens electoral                | Total cens electoral                | 435* | 100 %**  |          |
| Alcalde: Ricard Igualde García (PSPV) (15/06/2019) Per majoria absoluta dels vots dels regidors (4 de PSPV)                   |                                          |                                     |                                     |      |          |          |
| Fonts: JEC, JEZ Gandia, M. Interior, Periòdic Ara. (* No són vots sinó electors. ** Percentatge respecte del cens electoral.) |                                          |                                     |                                     |      |          |          |

### Alcaldes
Des de 2011 l'alcalde de Llocnou de Sant Jeroni és Ricard Igualde García de PSPV.
| Període                       | Alcalde o alcaldessa           | Partit polític | Data de possessió | Observacions |
| ----------------------------- | ------------------------------ | -------------- | ----------------- | ------------ |
| 1979–1983                     | Federico Artes Martínez        | UCD            | 19/04/1979        | --           |
| 1983–1987                     | Juan Camarena Signes           | PSPV-PSOE      | 28/05/1983        | --           |
| 1987–1991                     | Juan Camarena Signes           | PSPV-PSOE      | 30/06/1987        | --           |
| 1991–1995                     | Juan Camarena Signes           | PSPV-PSOE      | 15/06/1991        | --           |
| 1995–1999                     | Salvador Antonio Alarcó Belmar | II             | 17/06/1995        | --           |
| 1999–2003                     | Salvador Antonio Alarcó Belmar | Bloc-EV-II     | 03/07/1999        | --           |
| 2003–2007                     | Salvador Antonio Alarcó Belmar | Bloc-EV        | 14/06/2003        | --           |
| 2007–2011                     | José Climent Català            | PSPV-PSOE      | 16/06/2007        | --           |
| 2011–2015                     | Ricard Igualde Garcia          | PSPV           | 11/06/2011        | --           |
| 2015–2019                     | Ricard Igualde Garcia          | PSPV-PSOE      | 13/06/2015        | --           |
| 2019-2023                     | Ricard Igualde Garcia          | PSPV           | 15/06/2019        | --           |
| Des de 2023                   | Ricard Igualde Garcia          | PSPV           | 17/06/2023        | --           |
| Fonts: Generalitat Valenciana |                                |                |                   |              |

## Persones Il·lustres
Josep Camarena Mahiques, historiador medievalista i catedràtic d'institut.